# Renate Wagner (Managerin)
Renate Wagner (geb. 29. September 1974 in Heltau) ist eine deutsche Managerin. Am 1. Januar 2020 trat sie bei der Allianz SE die Nachfolge von Helga Jung als Vorstand für Human Resources, Legal, Compliance, Mergers & Acquisitions an.

## Werdegang
Ihr Diplom für Mathematik erwarb Wagner an der Universität Paderborn, den Master of Business Administration an der Heriot-Watt University in Edinburgh. An der Westdeutschen Landesbank in Düsseldorf übte sie zunächst eine Tätigkeit als Risikoanalystin aus, bis sie im Jahr eine Tätigkeit als Beraterin bei der KPMG in München aufnahm. Nach weiteren Zwischenstationen bei der DAB Bank sowie der Zurich Versicherung, wo sie zuletzt als Leiterin für Business Performance Management, Strategische Finanzplanung und Divisional Treasurer tätig war, wechselte sie 2013 schließlich zur Allianz, dort als Leiterin des Büros des Finanzvorstands, dann als Leiterin des Büros des Vorstandsvorsitzenden. Im Jahr 2015 wurde sie dort regionaler Finanzvorstand und Leiterin Life & Health Asien-Pazifik, ab 2019 regionale Vorstandsvorsitzende Life & Health Asien-Pazifik und Leiterin für Personalwesen. Schließlich trat sie im Januar 2020 die Nachfolge von Helga Jung im Vorstand der Allianz SE an, die sich nach einer sechsundzwanzigjährigen Tätigkeit im Unternehmen in den Ruhestand verabschiedete.